# Canal latéral à la Loire
Het canal latéral à la Loire  is een kanaal in Frankrijk en werd geopend in 1838 na een bouwperiode van 16 jaar. Het kanaal loopt van Digoin (Canal du Centre) naar Briare (Canal de Briare) en heeft een lengte van 196 km. Op het traject zijn 37 sluizen. Bij Marseilles-lès-Aubigny sluit het, nu in onbruik geraakte, Canal de Berry aan op het kanaal, en net voor het eindpunt in Digoin is er de aansluiting van het Canal de Roanne à Digoin.

## Aanleg
In 1822 werd opdracht gegeven voor de aanleg van het kanaal aan de Compagnie des Quatre Canaux. De Loire kampte met ondiepten en de watertoevoer was niet altijd voldoende waardoor de scheepvaart werd gehinderd. De eerste plannen gingen uit van een kanaal parallel aan de rechteroever van de rivier, maar in Nevers, la Charité en Cosne ontbrak daarvoor de ruimte. In 1827 begon met daarom met de bouw van het kanaal aan de linkeroever. Twee kanaalbruggen werden gebouwd bij Digoin en bij Guétin. Een derde bij Briare kon niet gebouwd worden omdat de brug de loop van de rivier te veel zou hinderen bij een hoog debiet. Pas in 1879 werd hier een 662 meter lange kanaalbrug gebouwd.

## Kunstwerken
Onderdeel van het kanaal zijn onder meer de volgende waterbouwkundige kunstwerken:
- kanaalbrug van Briare
- kanaalbrug van Guétin.
- kanaalbrug van Digoin